# Parc de la Ciutadella
Parc de la Ciutadella (katalanisch für „Zitadellenpark“) ist eine Parkanlage in Barcelona.

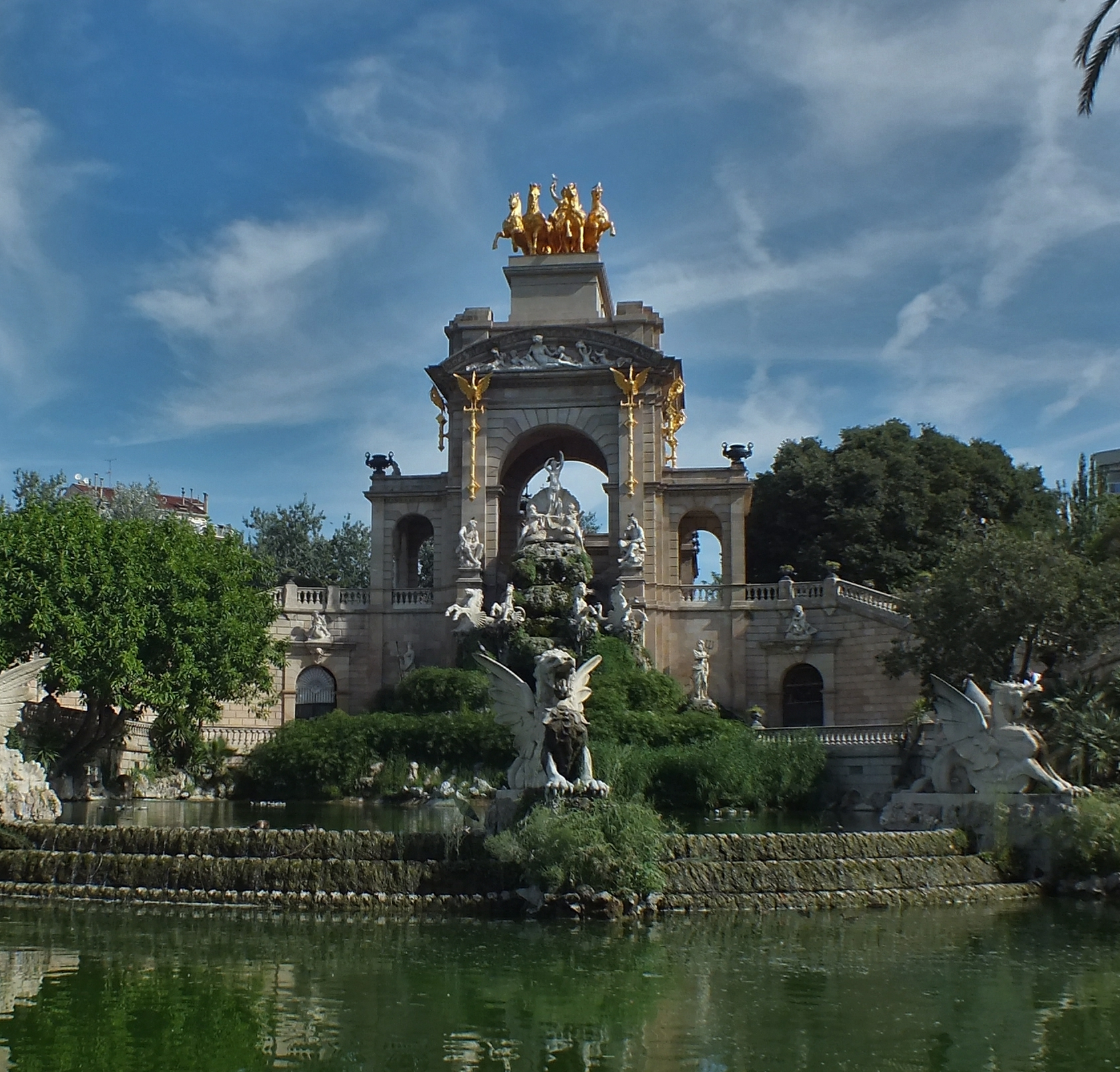
Der Brunnen Font de la Cascada

Sie liegt am nordöstlichen Rand des Verwaltungsbezirkes Ciutat Vella (katalanisch für „Altstadt“) und wird begrenzt durch die Straßen „Passeig Pujades“, „Carrer de Wellington“, „Passeig de Circumval·lació“ und „Passeig de Picasso“. Er verfügt über zehn Eingänge und eine Fläche von 17,42 Hektar, ohne den Zoo Barcelonas mitzurechnen.
Im ehemaligen Arsenal der Zitadelle befindet sich heute der Sitz des katalanischen Parlaments.

## Ursprünge

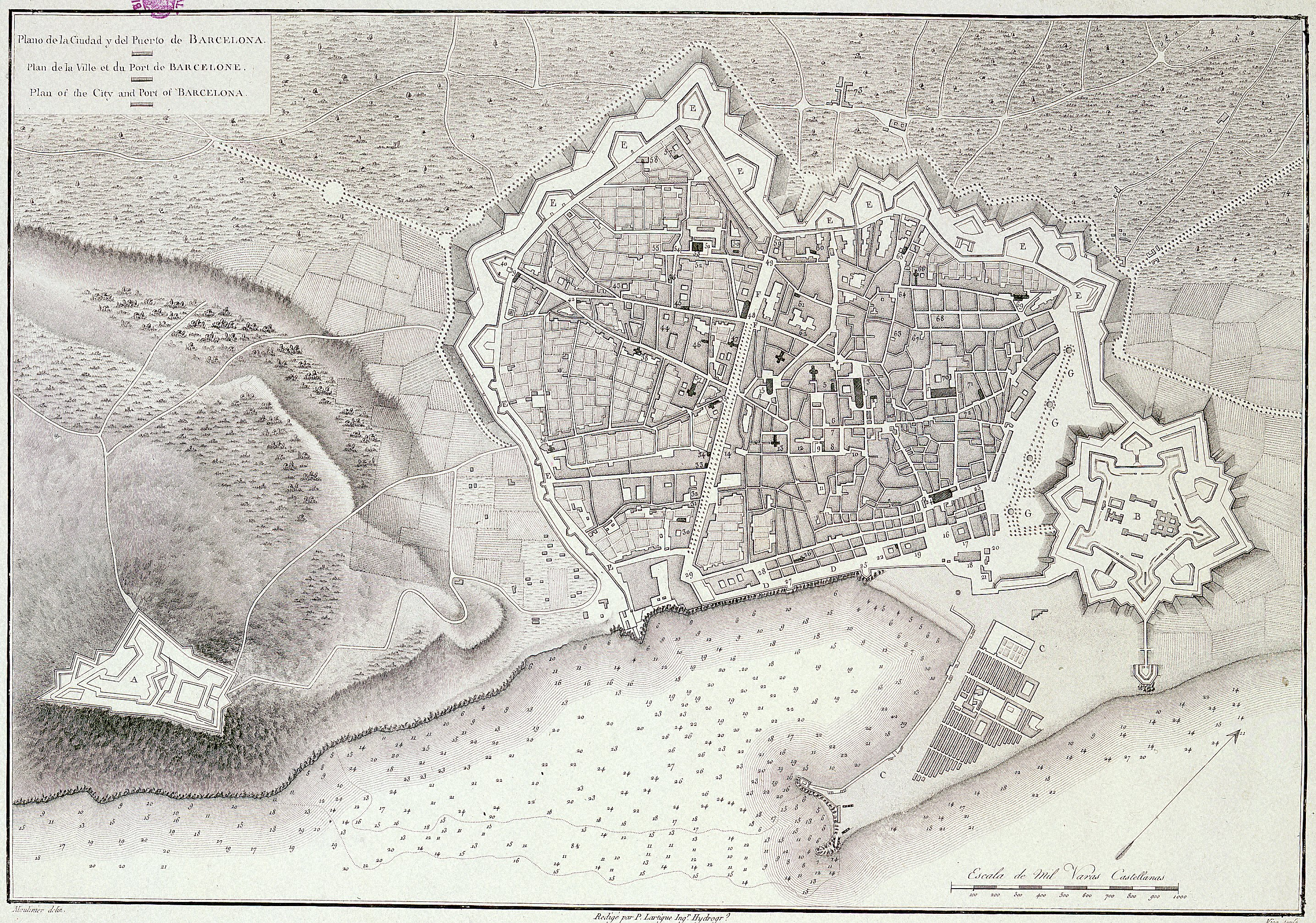
Stadtplan von Barcelona aus dem Jahr 1806 mit der Zitadelle

Der viele Jahre lang einzige städtische Park wurde auf dem ehemaligen Gelände der Zitadelle der Stadt erbaut. Der Jardin du Luxembourg in Paris diente als Vorbild bei der Gestaltung.
Der Park befindet sich auf dem Gelände, auf dem Philipp V. nach dem spanischen Erbfolgekrieg im 18. Jahrhundert eine Zitadelle erbauen ließ. Am 11. September 1714, nach einer Belagerung von mehr als 13 Monaten durch König Philipp V., war Barcelona gefallen. Um die Stadt fest unter Kontrolle zu haben, ließ er die bis dahin größte sternförmige Zitadelle Europas bauen.
Die Zitadelle war Teil eines Komplexes zur vollständigen militärischen Beherrschung Barcelonas. Auf dem Hausberg Montjuïc wurde zudem die Festung Castell de Montjuïc errichtet, um die Stadt auch von oben kontrollieren zu können. Verantwortlich für den Bau war der flämische Militäringenieur Joris Prosper Van Verboom in der Zeit zwischen 1716 und 1718.
Für den Bau wurden Teile des Stadtviertels La Ribera niedergerissen. Erst nach drei Jahrzehnten war die Verlegung der Bewohner in den neu errichteten Stadtteil Barceloneta abgeschlossen. 1.200 Häuser wurden abgerissen, ebenso wie die Kloster Sant Agustí und Santa Clara. Der Kanal Rec Comtal musste umgeleitet werden. Insgesamt wurden etwa 4.500 Personen umgesiedelt, die keine Entschädigungen erhielten und ihrem Schicksal überlassen wurden.

## Abriss der Zitadelle
Die Zitadelle wurde für die Bevölkerung von Barcelona zu einem verhassten Symbol der Zentralregierung in Madrid. Die Junta de Vigilancia befahl 1841 den Abriss. Da die Zitadelle nicht vollständig zerstört wurde, ordnete zwei Jahre später María Cristina de Borbón die Restaurierung an.
Während der Revolution von 1868 wurde die Zitadelle nachhaltig zerstört. Man begann den Abriss mit dem Turm San Juan, dem Militärgefängnis auf dem Waffenplatz der Zitadelle. Von der ursprünglichen Festung blieben die Kapelle, der Gouverneurspalast (heute ein Institut der Sekundarstufe II, die IES Verdaguer) und das Arsenal, heute Sitz des katalanischen Parlaments.

## Der Park

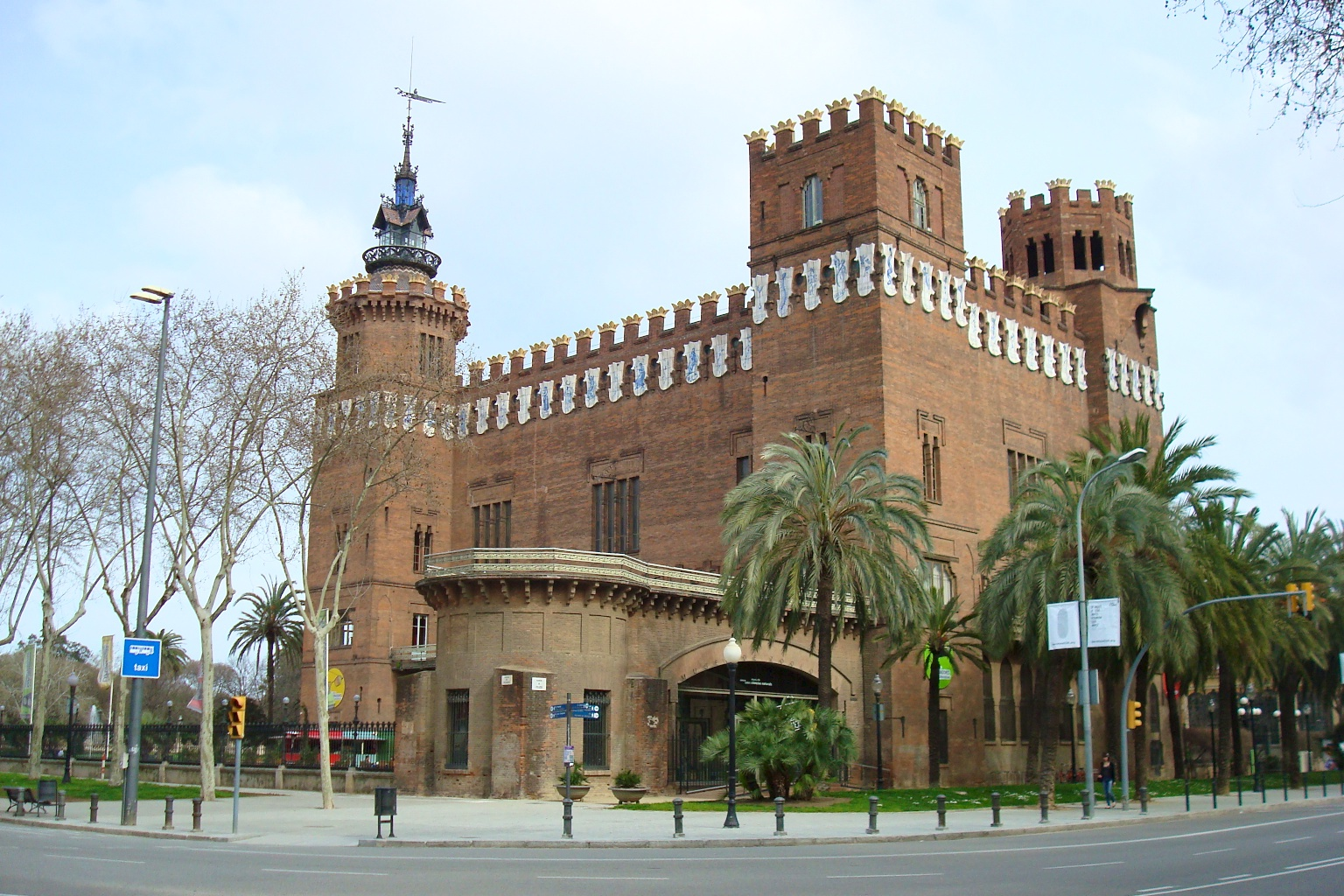
Das Castell dels Tres Dragons von Lluís Domènech i Montaner, Sitz des Zoologischen Museums

Der Park, der 1870 von Josep Fontserè i Mestre gestaltet wurde, ist einer der größten von Barcelona. Innerhalb seines Geländes befindet sich der Zoo, ebenso mehrere übrig gebliebene Gebäude der Festung (die Kapelle, der Gouverneurspalast und das Arsenal) und der Weltausstellung 1888 (Umbracle, Hivernacle, Castell dels Tres Dragons).
Die Anlage sticht durch ihre große Grünfläche hervor, die vielen Bäume und Spazierwege sowie den See und den Wasserfall, der Cascada von Fontserè i Mestre. Den See, das Zentrum des Parks mit mehreren Inseln und einer Fülle exotischer Pflanzen und Wassertiere, kann man mit Ruderbooten befahren. Auf dem alten Exerzierplatz befindet sich ein ovales Becken mit der Skulptur Desconsuelo von Josep Llimona.
Weitere Skulpturen prägen den Park wie das Monument General Prim von Lluís Puiggener (1887), abgerissen und eingeschmolzen während des spanischen Bürgerkriegs und neu erschaffen von Frederic Marès im Jahr 1940 sowie das Monument Bonaventura Carles Aribau von Manel Fuxà (1884), das Monument Walt Disney von Núria Tortras (1969) und das Mammut von Miquel Dalmau.